# Рудно (Любартівський повіт)
Рудно (пол. Rudno) — село в Польщі, у гміні Міхів Любартівського повіту Люблінського воєводства.
Населення — 518 осіб (2011).

## Демографія
Демографічна структура станом на 31 березня 2011 року:
|          | Загалом | Допрацездатний вік | Працездатний вік | Постпрацездатний вік |
| -------- | ------- | ------------------ | ---------------- | -------------------- |
| Чоловіки | 255     | 57                 | 168              | 30                   |
| Жінки    | 263     | 69                 | 121              | 73                   |
| Разом    | 518     | 126                | 289              | 103                  |